# (2650) Elinor
(2650) Elinor es un asteroide perteneciente al cinturón de asteroides descubierto por Maximilian Franz Wolf desde el Observatorio de Heidelberg-Königstuhl, Alemania, el 14 de marzo de 1931.

## Designación y nombre
Elinor fue designado al principio como 1931 EG.
Más tarde, en 1989, se nombró en honor de Elinor Gates.

## Características orbitales
Elinor orbita a una distancia media del Sol de 2,635 ua, pudiendo acercarse hasta 2,112 ua y alejarse hasta 3,159 ua. Su excentricidad es 0,1986 y la inclinación orbital 13,95 grados. Emplea 1563 días en completar una órbita alrededor del Sol.

## Características físicas
La magnitud absoluta de Elinor es 11,1 y el periodo de rotación de 2,762 horas.